# 帕萨旺-拉罗谢尔
帕萨旺-拉罗谢尔（法語：Passavant-la-Rochère，法語發音：[pasavɑ̃ la ʁɔʃɛʁ]）是法国上索恩省的一个市镇，属于沃苏勒区。

## 地理
帕萨旺-拉罗谢尔（47°58'7"N, 6°2'20"E）面积29.89 平方千米，位于法国勃艮第-弗朗什-孔泰大區上索恩省，该省份为法国东部内陆省份，北起顺时针与孚日省、贝尔福地区省、杜省、汝拉省、科多尔省和上马恩省接壤。
与帕萨旺-拉罗谢尔接壤的市镇（或旧市镇、城区）包括：埃讷泽勒、马丹韦勒、蓬迪布瓦、塞勒、武热库尔、克洛东、德芒日韦勒。
帕萨旺-拉罗谢尔的时区为UTC+01:00、UTC+02:00（夏令时）。

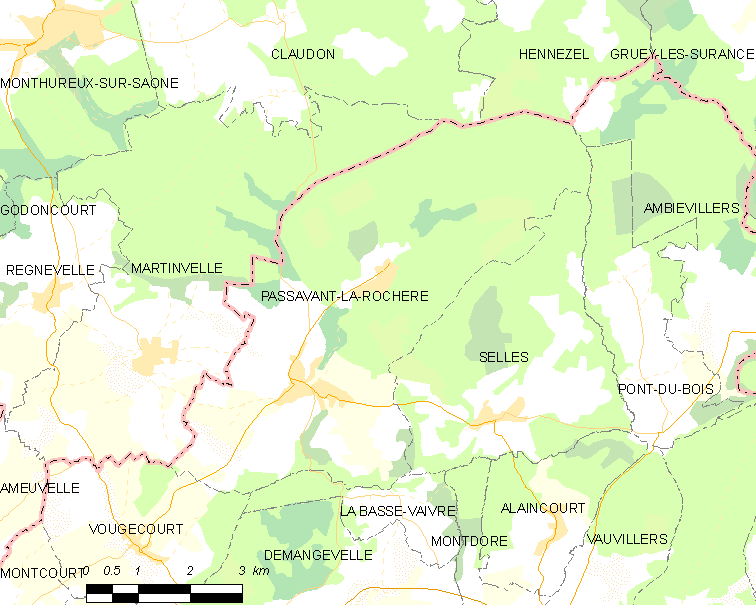
帕萨旺-拉罗谢尔的OSM定位图

## 行政
帕萨旺-拉罗谢尔的邮政编码为70210，INSEE市镇编码为70404。

## 政治
帕萨旺-拉罗谢尔所属的省级选区为瑞塞县。

## 人口

1962-2008年间帕萨旺-拉罗谢尔人口变化图示

帕萨旺-拉罗谢尔于2022年1月1日时的人口数量为537人。